# (9559) 1987 DH6
(9559) 1987 DH6 (1987 DH6, 1983 GG2, 1991 BB1) — астероїд головного поясу, відкритий 23 лютого 1987 року.
Тіссеранів параметр щодо Юпітера — 3,361.